# Jason Blum
Jason Ferus Blum (Los Angeles, 1969. február 20. –) kétszeres Primetime Emmy-díjas amerikai film- és televíziós producer.
A Blumhouse Productions alapítója és vezérigazgatója, amely a Parajelenségek (2007-2015), az Insidious (2010-2018) és A bűn éjszakája (2013-2021) horrorfranchise-ok producere. Blum a Sinister (2012), az Oculus (2013), a Whiplash (2014), Az ajándék (2015), a Hush (2016), a Széttörve (2016), az Ouija: A gonosz eredete (2016), a Tűnj el! (2017), a Boldog halálnapot! 2. (2017), az Upgrade – Javított verzió (2018), a Halloween (2018), a Mi (2019), A láthatatlan ember (2020) és a Freaky (2020) producere is volt.

## Élete
A kaliforniai Los Angelesben született, Shirley Neilsen Blum (sz. Neilsen) és Irving Blum fiaként. Édesanyja művészeti professzor volt, édesapja pedig független műkereskedő és a Ferus Galéria igazgatója.

## Pályafutása
Blum Bob és Harvey Weinstein mellett dolgozott a Miramax vezetőjeként, később pedig a Paramount Pictures független producereként. A Miramaxnál töltött ideje előtt Blum Ethan Hawke Malaparte nevű színházi társulatának producere és igazgatója is volt. 1991-ben végzett a Vassar College-ban. Tagja az Academy Museum of Motion Pictures igazgatótanácsának.
Producerként finanszírozást szerzett első filmjéhez, a Papák a partvonalon-hoz (1995), miután levelet kapott egy családi ismerőstől, Steve Martintól, aki támogatta a forgatókönyvet. Blum csatolta a levelet a forgatókönyv másolataihoz, amelyeket körbeküldött a hollywoodi vezetőknek.

## Egyéb vállalkozások
2020. augusztus 14-én a Daily Front Row Blumot a magas rangú befektetők azon csoportjának egyikeként említette, akik megvásárolták a W magazint, a bajba jutott divatmagazint.

## Testületek
Blum tagja a New York-i The Public Theater, a Sundance Institute, a Vassar College és az Academy Museum of Motion Pictures igazgatótanácsának.

## Díjak és elismerések
Blumot a Time magazin a 100 legbefolyásosabb embert tartalmazó listáján is elismerte, és többször szerepelt a „Vanity Fair New Establishment Listáján”. 2016-ban megkapta az év producere díjat a CinemaConon.

## Magánélete
2012. július 14-én Blum Los Angelesben vette feleségül Lauren A.E. Schuker újságírót.
2019 júliusában 9,8 millió dollárért vásárolt egy Brooklyn Heights-i sorházat.

## Filmográfia

### Film

#### Universal Pictures
| Év   | Magyar cím                              | Eredeti cím              | Rendező            | Megjegyzés             |
| ---- | --------------------------------------- | ------------------------ | ------------------ | ---------------------- |
| 2013 | A bűn éjszakája                         | The Purge                | James DeMonaco     |                        |
| 2014 | Gyilkos iroda                           | Not Safe for Work        | Joe Johnston       |                        |
| 2014 | A megtisztulás éjszakája: Anarchia      | The Purge: Anarchy       | James DeMonaco     |                        |
| 2014 | Mockingbird                             | Mockingbird              | Bryan Bertino      |                        |
| 2014 |                                         | Mercy                    | Peter Cornwell     |                        |
| 2014 | Felnyomva                               | Stretch                  | Joe Carnahan       |                        |
| 2014 | Ouija                                   | Ouija                    | Stiles White       |                        |
| 2014 | Ismerős törlése                         | Unfriended               | Leo Gabriadze      | vezető producer        |
| 2015 | A szomszéd fiú                          | The Boy Next Door        | Rob Cohen          |                        |
| 2015 |                                         | Visions                  | Kevin Greutert     |                        |
| 2015 | A látogatás                             | The Visit                | M. Night Shyamalan |                        |
| 2015 | Kanyar                                  | Curve                    | Iain Softley       |                        |
| 2015 | Jem and the Holograms                   | Jem and the Holograms    | Jon M. Chu         |                        |
| 2016 | A lepel                                 | The Veil                 | Phil Joanou        | Közvetlenül DVD-n      |
| 2016 | A megtisztulás éjszakája: Választási év | The Purge: Election Year | James DeMonaco     |                        |
| 2016 | Széttörve                               | Split                    | M. Night Shyamalan |                        |
| 2016 | Ouija: A gonosz eredete                 | Ouija: Origin of Evil    | Mike Flanagan      |                        |
| 2017 | Tűnj el!                                | Get Out                  | Jordan Peele       |                        |
| 2017 | Stephanie                               | Stephanie                | Akiva Goldsman     |                        |
| 2017 | Őrzött idő                              | The Keeping Hours        | Karen Moncrieff    |                        |
| 2017 | Boldog halálnapot! 2.                   | Happy Death Day          | Christopher Landon |                        |
| 2018 | Insidious – Az utolsó kulcs             | Insidious: The Last Key  | Adam Robitel       |                        |
| 2018 | Ismerős törlése: Sötét Web              | Unfriended: Dark Web     | Stephen Susco      | Az OTL Releasing révén |
| 2018 | Upgrade – Javított verzió               | Upgrade                  | Leigh Whannell     | Az OTL Releasing révén |
| 2018 | Felelsz vagy mersz                      | Truth or Dare            | Jeff Wadlow        |                        |
| 2018 | Delirium                                | Delirium                 | Dennis Iliadis     | Közvetlenül DVD-n      |
| 2018 | A megtisztulás éjszakája: A sziget      | The First Purge          | Gerard McMurray    |                        |
| 2018 | Halloween                               | Halloween                | David Gordon Green |                        |
| 2018 |                                         | Seven in Heaven          | Chris Eigeman      |                        |
| 2019 | Üveg                                    | Glass                    | M. Night Shyamalan |                        |
| 2019 | Ne engedd el!                           | Don't Let Go             | Jacob Aaron Estes  | Az OTL Releasing révén |
| 2019 | Édesem                                  | Sweetheart               | J. D. Dillard      |                        |
| 2019 | Boldog halálnapot! 2.                   | Happy Death Day 2U       | Christopher Landon |                        |
| 2019 | Mi                                      | Us                       | Jordan Peele       |                        |
| 2019 | Mami                                    | Ma                       | Tate Taylor        |                        |
| 2019 | Fekete karácsony                        | Black Christmas          | Sophia Takal       |                        |
| 2020 | A láthatatlan ember                     | The Invisible Man        | Leigh Whannell     |                        |
| 2020 | Vadászat                                | The Hunt                 | Craig Zobel        |                        |
| 2020 |                                         | You Should Have Left     | David Koepp        |                        |
| 2020 | Freaky                                  | Freaky                   | Christopher Landon |                        |
| 2021 |                                         | This Is The Night        | James DeMonaco     |                        |
| 2021 | Megtisztulás éjjel-nappal               | The Forever Purge        | Everardo Gout      |                        |
| 2021 | Gyilkos Halloween                       | Halloween Kills          | David Gordon Green |                        |
| 2022 | A Halloween véget ér                    | Halloween Ends           | David Gordon Green |                        |
| 2022 | Fekete telefon                          | The Black Phone          | Scott Derrickson   |                        |
| 2022 | M3GAN                                   | M3GAN                    | Gerard Johnstone   |                        |
| 2022 | Tűzgyújtó                               | Firestarter              | Gerard Johnstone   |                        |
| 2023 | Az ördögűző: A hívő                     | The Exorcist: Believer   | David Gordon Green |                        |
| 2023 | Öt éjjel Freddy pizzázójában            | Five Nights at Freddy's  | Emma Tammi         |                        |
| 2024 | Éjszakai merülés                        | Night Swim               | Bryce McGuire      |                        |
| 2025 | Farkasember                             | Wolf Man                 | Leigh Whannell     |                        |

#### Paramount Pictures
| Év   | Magyar cím                      | Eredeti cím                              | Rendező                    | Megjegyzés                |
| ---- | ------------------------------- | ---------------------------------------- | -------------------------- | ------------------------- |
| 2007 | Parajelenségek                  | Paranormal Activity                      | Oren Peli                  |                           |
| 2010 | Újabb parajelenségek            | Paranormal Activity 2                    | Tod Williams               |                           |
| 2011 | Parajelenségek 3.               | Paranormal Activity 3                    | Henry Joost Ariel Schulman |                           |
| 2012 | Parajelenségek 4.               | Paranormal Activity 4                    | Henry Joost Ariel Schulman |                           |
| 2014 | Parajelenségek: A megjelöltek   | Paranormal Activity: The Marked Ones     | Christopher Landon         |                           |
| 2015 | 51-es körzet                    | Area 51                                  | Oren Peli                  |                           |
| 2015 | Parajelenségek: Szellemdimenzió | Paranormal Activity: The Ghost Dimension | Gregory Plotkin            |                           |
| 2021 | Parajelenségek: Kapcsolódás     | Paranormal Activity: Next of Kin         | William Eubank             | A Paramount+-on keresztül |

#### Lionsgate Films
| Év   | Magyar cím   | Eredeti cím        | Rendező                   | Megjegyzés           |
| ---- | ------------ | ------------------ | ------------------------- | -------------------- |
| 2012 | Sinister     | Sinister           | Scott Derrickson          |                      |
| 2012 |              | The Bay            | Barry Levinson            | Roadside Attractions |
| 2014 | Jessabelle   | Jessabelle         | Kevin Greutert            |                      |
| 2019 |              | The Gallows Act II | Chris Lofing Travis Cluff |                      |
| 2024 | Képzeletbeli | Imaginary          | Jeff Wadlow               |                      |

#### Focus Features
| Év   | Magyar cím                    | Eredeti cím             | Rendező        | Megjegyzés        |
| ---- | ----------------------------- | ----------------------- | -------------- | ----------------- |
| 2015 | Insidious – Gonosz lélek      | Insidious: Chapter 3    | Leigh Whannell | Gramercy Pictures |
| 2015 | Sinister 2. – Az átkozott ház | Sinister 2              | Ciarán Foy     | Gramercy Pictures |
| 2016 | Az erőszak völgye             | In a Valley of Violence | Ti West        |                   |
| 2018 | Csuklyások – BlacKkKlansman   | BlacKkKlansman          | Spike Lee      |                   |
| 2018 |                               | Bathtubs Over Broadway  | Dava Whisenant | vezető producer   |
| 2022 | Bosszú                        | Vengeance               | B. J. Novak    |                   |

#### Sony Pictures Releasing
| Év   | Magyar cím               | Eredeti cím             | Rendező          |
| ---- | ------------------------ | ----------------------- | ---------------- |
| 2014 | Whiplash                 | Whiplash                | Damien Chazelle  |
| 2020 | A vágyak szigete         | Fantasy Island          | Jeff Wadlow      |
| 2020 | Bűvölet – Az örökség     | The Craft: Legacy       | Zoe Lister-Jones |
| 2023 | Insidious – A vörös ajtó | Insidious: The Red Door | Patrick Wilson   |
| 2024 | aMItől félsz             | Afraid                  | Chris Weitz      |

#### Amazon Studios
| Év   | Magyar cím                 | Eredeti cím        | Rendező        |
| ---- | -------------------------- | ------------------ | -------------- |
| 2018 |                            | The Lie            | Veena Sud      |
| 2020 | Fuss, szépségem, menekülj! | Run Sweetheart Run | Shana Feste    |
| 2021 | A kúria                    | The Manor          | Axelle Carolyn |

#### Netflix
| Év   | Magyar cím            | Eredeti cím          | Rendező          | Megjegyzés     |
| ---- | --------------------- | -------------------- | ---------------- | -------------- |
| 2016 |                       | Hush                 | Mike Flanagan    |                |
| 2018 |                       | Benji                | Brandon Camp     |                |
| 2022 |                       | Our Father           | Lucie Jourdan    | dokumentumfilm |
| 2022 | Harrigan úr telefonja | Mr. Harrigan's Phone | John Lee Hancock |                |

## Fordítás
- Ez a szócikk részben vagy egészben  a   Jason Blum című angol Wikipédia-szócikk fordításán alapul.  Az eredeti cikk szerkesztőit annak laptörténete sorolja fel. Ez a jelzés csupán a megfogalmazás eredetét és a szerzői jogokat jelzi, nem szolgál a cikkben szereplő információk forrásmegjelöléseként.